# Sickingen’scher Hof
Ortshistorisch bedeutsam für Mehlingen ist der Sickingen’sche Hof, auch Sickingerhof, der erstmals 1285 erwähnt wird und in der heutigen Form seit 1801 besteht. 

## Lage
Der Hof befindet sich in Mehlingen, Fischbacher Straße 1, im Ortsteil Neukirchen.

## Anlage
Beim Sickingen'schen Hof handelt es sich um einen Dreiseithof.

## Geschichte
Der Sickingen’sche Hof zu Neukirchen wurde erstmals 1285 unter dem Namen Bilensteiner Lehen urkundlich erwähnt, als Merbod von Bilenstein dieses Gut vom Kloster Otterberg im Tausch gegen Güter zu Metzelschwanden erwarb und an seinem Verwandten Merbod von Breidenborn als Lehen gab.
Nach dem Tode des letzten Breidenborners 1479 gelangte das Gut an die Herren von Flersheim, die etwa 50 Jahre später nochmals als Besitzer des Lehens genannt wurden. Als die Flersheimer 1655 ausstarben, kam das Gut an Eberhard von Sickingen-Schallodenbach.
Während des Dreißigjährigen Krieges gingen die beiden Höfe mit dem Dorf Neukirchen unter.
Erst ab 1717 ist wieder ein Besitzer bekannt, der aus einer Otterberger Wallonenfamilie stammende Abraham Rosset. Dieser starb 1748. Sein Schwiegersohn war jedoch schon vor ihm gestorben, so dass dessen Sohn zusammen mit einem Jakob Schneider die beiden Höfe übernahm. 1765 verschwanden beide und Friedrich Ruby (Sohn eines aus Oppligen in der Schweiz eingewanderten Benedict Rubi) erhielt 1765 einen Erbbestandsbrief für die Sickingen’schen Güter zu Neukirchen. Auch nach der Nationalgüterversteigerung in Mainz zwischen 1803 und 1810 verblieb das Gut im Besitz der Familie Ruby. Theobald Ruby, der Sohn Friedrichs, baute 1801 das Hofhaus und die Wirtschaftsgebäude neu auf, so wie sie heute noch bestehen.